# Magomadas
Magomadas (sardisch: Magumadas) ist eine italienische Gemeinde (comune) in der Provinz Oristano mit 604 Einwohnern (Stand 31. Dezember 2023) im Westen Sardiniens. Die Gemeinde liegt etwa 40 Kilometer nordnordwestlich von Oristano am Mittelmeer.

## Geschichte
Magomadas ist vermutlich eine phönizische Gründung. Der Ortsname Macomades kam im antiken Nordafrika mehrfach vor. Im Hebräischen, welches von allen modernen semitischen Sprachen dem Phönizischen am nächsten steht, entspricht dem der Ausdruck maqom ħadaš („neuer Ort“).

## Verkehr
Durch die Gemeinde führt die Strada Statale 292 Nord Occidentale Sarda von Alghero nach Oristano.